# Here in My Heart
Here in My Heart was een nummer van Al Martino. Op 14 november 1952 werd het nummer de eerste nummer 1-hit in de UK Singles Chart. Het behield deze positie voor negen opeenvolgende weken, een record dat meer dan 50 jaar later slechts vijf maal werd verbroken. 

## Evergreen Top 1000
| Evergreen Top 1000 "Here In My Heart" | Evergreen Top 1000 "Here In My Heart" | Evergreen Top 1000 "Here In My Heart" | Evergreen Top 1000 "Here In My Heart" | Evergreen Top 1000 "Here In My Heart" | Evergreen Top 1000 "Here In My Heart" | Evergreen Top 1000 "Here In My Heart" | Evergreen Top 1000 "Here In My Heart" | Evergreen Top 1000 "Here In My Heart" | Evergreen Top 1000 "Here In My Heart" | Evergreen Top 1000 "Here In My Heart" |
| Jaar                                  | 2008                                  | 2009                                  | 2010                                  | 2011                                  | 2012                                  | 2013                                  | 2014                                  | 2015                                  | 2016                                  | 2017                                  |
| ------------------------------------- | ------------------------------------- | ------------------------------------- | ------------------------------------- | ------------------------------------- | ------------------------------------- | ------------------------------------- | ------------------------------------- | ------------------------------------- | ------------------------------------- | ------------------------------------- |
| Positie                               | 914                                   | 721                                   | -                                     | -                                     | -                                     | -                                     | -                                     | -                                     | -                                     | -                                     |